# Warren-Piedmont-Gletscher
Der Warren-Piedmont-Gletscher ist ein Vorlandgletscher an der Rymill-Küste des Palmerlands auf der Antarktischen Halbinsel. Er liegt westlich der Traverse Mountains. Nach Norden wird er durch den Terminus-Nunatak, nach Süden durch den Riley-Gletscher begrenzt. Offenbar war der Vorlandgletscher vormals Teil des Riley-Gletschers.
Luftaufnahmen entstanden 1966 durch die United States Navy. Wissenschaftler des British Antarctic Survey nahmen zwischen 1970 und 1973 Vermessungen vor. Das UK Antarctic Place-Names Committee benannte ihn 1978 Douglas Ernest Warren (1918–1993), letzter Leiter des Directorate of Overseas Surveys von 1968 bis 1980 und damit übergeordnet verantwortlich für britische Kartierungen in Antarktika.